# Загумєннікова Ольга Олександрівна
Ольга Олександрівна Загумєннікова (нар. 21 травня 1949 — 28 лютого 2013) — українська балерина та акторка. Прима-балерина Дніпропетровського театру опери та балету. Заслужена артистка України. Послушниця Рубанівського храму Покрови. 

## Життєпис
Народилася в місті Алма-Ата (нині Алмати) 21 травня 1949 року у родині лікарки-фармацевтки, викладачки аналітичної хімії в медичному інституті, та викладача вищої математики і фізики. За сімейною традицією пішла вчитися до фізико-математичної школи, а також займалася в хореографічному училищі.

## Балетна кар'єра
З 1968 по 1970 роки Загумєннікова танцювала в балетних постановках Казахського державного академічного театру опери та балету ім. Абая. Тут вона вперше станцювала Аврору в «Сплячій красуні» та Машу в «Лускунчику». У 1974 році відкривається Дніпропетровський театр опери та балету, куди Загумєннікову запросили як провідну солістку. Одетта-Оділлія — одна з кращих партій артистки, її героїня стала символом вічної жіночності та шляхетності. Образ головної героїні балету «Жізель» є одним із кращих в її балетній біографії. Працюючи над образом Марії з балету «Бахчисарайський фонтан», грала Мавку у поетично-казковому балеті «Лісова пісня». Найбільшого значення у репертуарі балерини набуває образ Джульєтти.
За роки насиченої балетної кар'єри Ольга Загумєннікова станцювала чимало найскладніших партій. Вона володіла не тільки сильною технікою, але ще й здатністю затримуватися в повітрі в кульмінаційний момент стрибка.
Поетеса Інна Радиновська присвятила Ользі Загумєнніковій вірш «Балет».

## Релігійна діяльність
Ольга Загумєннікова займалася духовно-культурною просвітницькою діяльністю, а отримавши благословення на послух Владики Іринея, стала послушницею при Свято-Покровському храмі в селі Рубанівському Васильківського району. Закінчила богословський факультет Полтавської місіонерської духовної семінарії.